# Qualificazioni al campionato europeo maschile under 21 di calcio 2019 - Gruppo 6

## Classifica
| Squadra  | P.ti | G  | V | N | P | F  | S  | DR  |
| -------- | ---- | -- | - | - | - | -- | -- | --- |
| Belgio   | 26   | 10 | 8 | 2 | 0 | 23 | 5  | +18 |
| Svezia   | 20   | 10 | 6 | 2 | 2 | 19 | 8  | +11 |
| Turchia  | 17   | 10 | 5 | 2 | 3 | 14 | 10 | +4  |
| Ungheria | 11   | 10 | 3 | 2 | 5 | 12 | 14 | -2  |
| Cipro    | 7    | 10 | 2 | 1 | 7 | 8  | 23 | -15 |
| Malta    | 4    | 10 | 1 | 1 | 8 | 8  | 24 | -16 |

## Risultati
| Arbitro: | Harvey |

|                     |           |           |
| Mmaee 43’ Cools 54’ | Marcatori | 69’ Grech |

| Arbitro: | Apostolov |

|                                |           |          |
| Anastasiou 41’ Iosifidis 90+3’ | Marcatori | 34’ Borg |

| Arbitro: | Frischer |

|                        |           |             |
| Bíró 16’ Lenzsér 90+1’ | Marcatori | 19’ Beerman |

| Arbitro: | Pashayev |

|                                    |           |            |
| Strandberg 3’, 5’, 38’ Rakip 90+1’ | Marcatori | 90+3’ Elia |

| Lovanio 5 settembre 2017, ore 20:00 CEST | Belgio    | 0 – 0 referto | Turchia | Den Dreef\| Arbitro: \| Verissimo \| |
| Arbitro:                                 | Verissimo |               |         |                                      |

| Arbitro: | Siebert |

|                       |           |           |
| Karo 53’ Soteriou 58’ | Marcatori | 41’ Çınar |

| Arbitro: | Dabanović |

|                  |           |               |
| Vanlerberghe 30’ | Marcatori | 61’ Dagerstål |

| Arbitro: | Levnikov |

|  |           |                             |
|  | Marcatori | 51’ Lukebakio 90+3’ Bastien |

| Istanbul 10 ottobre 2017, ore 17:00 CEST | Turchia | 0 – 0 referto | Ungheria | Recep Tayyip Erdoğan\| Arbitro: \| Steen \| |
| Arbitro:                                 | Steen   |               |          |                                             |

| Arbitro: | Teixeira |

|                                     |           |  |
| Ssewankambo 31’ Strandberg 50’, 70’ | Marcatori |  |

| Arbitro: | Jorgji |

|                                          |           |                              |
| Mbenza 15’ Dimata 45+2’ Leya Iseka 90+2’ | Marcatori | 49’ Papageorgiou 75’ Frangos |

| Arbitro: | Team |

|  |           |                 |
|  | Marcatori | 50’ Kanatsızkuş |

| Arbitro: | Jaccottet |

|               |           |                         |
| Bíró 16’, 18’ | Marcatori | 44’ Engvall 85’ Larsson |

| Arbitro: | Musiał |

|           |           |                                     |
| Okutan 5’ | Marcatori | 45+2’ (aut.) Demiral 87’ Schrijvers |

| Arbitro: | Fesnic |

|  |           |                      |
|  | Marcatori | 50’ Sallói 80’ Haris |

| Arbitro: | Harvey |

|                                                   |           |  |
| Bíró 8’ Szalai 23’ Kyriakou 49’ (aut.) Zsótér 75’ | Marcatori |  |

| Arbitro: | Higler |

|  |           |                             |
|  | Marcatori | 7’, 83’ Asoro 40’ Infelsson |

| Arbitro: | Papir |

|                                                |           |  |
| Schrijvers 19’ Lukebakio 64’ Dimata 72’ (rig.) | Marcatori |  |

| Arbitro: | Verissimo |

|  |           |                |
|  | Marcatori | 90+7’ Brorsson |

| Arbitro: | Pashayev |

|                                             |           |                |
| Çağlayan 12’ Toköz 17’ Hümmet 20’ Çınar 35’ | Marcatori | 28’, 49’ Nwoko |

| Arbitro: | Kjærsgaard-Andersen |

|  |           |                                                   |
|  | Marcatori | 4’ Andersson 31’, 60’ Strandberg 80’ (rig.) Rakip |

| Arbitro: | Tarajev |

|  |           |                                                        |
|  | Marcatori | 11’ Dimata 18’ Schrijvers 59’ Lukebakio 69’ Leya Iseka |

| Arbitro: | Grujić |

|                                                             |           |  |
| Demirbağ 3’ Çınar 76’, 81’ (rig.) Hadjipaschalis 88’ (aut.) | Marcatori |  |

| Arbitro: | Clancy |

|              |           |  |
| Svanberg 26’ | Marcatori |  |

| Arbitro: | Martins |

|  |           |                                       |
|  | Marcatori | 20’, 73’ (rig.) Dimata 86’ Schrijvers |

| Arbitro: | Lapochkin |

|  |           |                 |
|  | Marcatori | 32’ Kanatsızkuş |

| Arbitro: | Hamiti |

|                               |           |            |
| Guillaumier 12’ Beerman 90+1’ | Marcatori | 49’ Szalai |

| Arbitro: | Šehović |

|             |           |             |
| Nwoko 90+2’ | Marcatori | 35’ Wheeler |

| Arbitro: | Schneider |

|  |           |                               |
|  | Marcatori | 29’, 40’ Dimata 65’ Lukebakio |

| Arbitro: | Strukan |

|         |           |                       |
| Vida 9’ | Marcatori | 53’ Hümmet 81’ Okutan |